# بلوامة
بلوامة رمزها «PU»، هو تقسيم إداري لدولة الهند تتبع ولاية جامو وكشمير، مركزها هو مدينة بلوامة  عدد سكانها حسب تعداد سنة 2001 هو 441,275، مساحتها 570,060 كم² وكثافة السكان 1,398 لكل كم².

## أعلام
- سيد بشير أحمد